# Agrypninae
Sous-famille
Les Agrypninae sont une sous-famille d'insectes coléoptères de la famille des Elateridae (taupins).

## Liste des tribus
- Agrypnini - contient le genre Agrypnus
- Anaissini
- Cleidecostini
- Drilini[1] - contient le genre Drilus
- Hemirhipini
- Monocrepidiini
- Platycrepidiini
- Pseudomelanactini
- Pyrophorini
- Tetralobini